# Nicolas Mahut
Nicolas Mahut (Angers, 21 de Janeiro de 1982) é um tenista profissional da França, que já foi número 37 mundial em simples e que em 06/06/2016 assumiu a liderança do ranking de duplas da ATP.

## Carreira
Como juvenil, Mahut ganhou o Orange Bowl, o torneio de Wimbledon e também foi campeão em duplas no Aberto da Austrália com o espanhol Tommy Robredo. 
Como profissional, Mahut conquistou 4 títulos ATP em simples de 6 finais disputadas. Já em duplas, conquistou 16 torneios ATP em 26 finais disputadas.

### Número 1 do Ranking de Duplas da ATP
Em junho de 2016, Mahut foi o 49º jogador na história a ocupar a liderança no ranking de duplas e apenas o segundo francês, seguindo os passos de Yannick Noah.

### Partida mais longa da história
Em junho de 2010, no torneio de Wimbledon, fez a partida de tênis mais longa da história, que durou 9 horas e 58 minutos (até o adiamento), jogando contra o norte-americano John Isner. Com o jogo empatado em dois sets a dois (6–4, 3–6, 6–7(7), 7–6(3)), o quinto set teve de ser interrompido quando este já contava 59–59 por falta de luz e adiado para o dia seguinte.
| “ | Estamos lutando como nunca fizemos antes. Alguém tem que vencer, então vamos voltar amanhã. A torcida queria ver o fim, mas não deu | ” |

Na continuação do jogo, Mahut acabou sucumbindo ao cansaço e perdendo por 70–68, depois de 11 horas e 5 minutos de partida. Mesmo assim, ambos foram premiados.